# Helmut Goettl
Helmut Franz Adam Valentin Goettl (* 11. März 1934 in Děčín, Tschechoslowakei; † 24. Juni 2011) war ein deutscher gesellschaftskritischer Maler, Grafiker und Zeichner.

## Leben
Nach dem Abitur begann Goettl 1954 sein Kunststudium in Freiburg bei Rudolf Dischinger und wechselte 1955 an die Staatliche Akademie der Bildenden Künste Karlsruhe zu Karl Hubbuch. 1976 erhielt er eine Gastdozentur an der Hochschule für bildende Künste Hamburg, 1978 einen Lehrauftrag an der Fachhochschule für Gestaltung in Mannheim. Lange Jahre war er Vorsitzender des Bezirksverbandes Bildender Künstler Karlsruhe und des Karlsruher Künstlerhauses (BBK), deren Entwicklung er maßgebend mitgestaltet hat. Goettl lebte und arbeitete seit 1959 als freischaffender Künstler in Karlsruhe, lange Zeit in enger Nachbarschaft und Freundschaft mit dem Grafiker und Bildhauer Wolfgang Trust.

## Werk
Prägend für die Kunst Goettls wurde seine Begegnung mit Hubbuch, in dessen Tradition er arbeitete. Vor allem bissige, polemische und kritische Darstellungen gesellschaftlicher Missstände prägen sein Werk und sind Ausdruck eines sozialen und politischen Engagements, das Goettl nie verleugnet hat. Seinen detailliert ausgearbeiteten Bildern ist aber auch eine Freude an derb-erotischer Sinnlichkeit anzusehen. Mehr noch als die Malerei war die Zeichnung sein Hauptgestaltungsmittel. Goettl zählt zu den wichtigsten Vertretern einer sozialkritischen Kunst der Nachkriegszeit in Deutschland.

## Ausstellungen (Auswahl)
- 1976: Badischer Kunstverein (Katalog)
- 1977: Kunstverein Frankfurt
- 1994: Zehnthaus Jockgrim
- 1995: Galerie Akzente Karlsruhe

## Auszeichnungen (Auswahl)
- 1977: Stipendium an der Cité Internationale des Arts Paris
- 1994: Bundesverdienstkreuz am Bande